# Burlington (Wisconsin)
Burlington is een plaats (city) in de Amerikaanse staat Wisconsin, en valt bestuurlijk gezien onder Racine County en Walworth County.

## Demografie
Bij de volkstelling in 2000 werd het aantal inwoners vastgesteld op 9936.
In 2006 is het aantal inwoners door het United States Census Bureau geschat op 10.524, een stijging van 588 (5,9%).

## Geografie
Volgens het United States Census Bureau beslaat de plaats een oppervlakte van
15,9 km², waarvan 15,4 km² land en 0,5 km² water. Burlington ligt op ongeveer 234 m boven zeeniveau.

## Plaatsen in de nabije omgeving
De onderstaande figuur toont nabijgelegen plaatsen in een straal van 12 km rond Burlington.